# Manouchian (mémoires)
Pour les articles homonymes, voir Manouchian.
Manouchian est un ouvrage de mémoires écrit par Mélinée Manouchian et publié en 1974 par les Éditeurs français réunis. Il connaît deux autres éditions, en 1977 et 2023.

## Éditions
- Manouchian, Paris, Les Éditeurs français réunis, 1974, 204 p. (BNF 34562427)
- Manouchian, Paris, France Loisirs, 1977, 204 p. (BNF 34589847)
- Manouchian : Témoignage suivi de poèmes, lettres et documents inédits  (trad. équipe de traduction d'Aram, préf. Katia Guiragossian), Paris, Éditions Parenthèses, coll. « Diasporales », 2023, 256 p. (ISBN 978-2863644447)